# Les Femmes de Stermetz
Pour plus de détails, voir Fiche technique et Distribution.
Les Femmes de Stermetz est un film français réalisé par Louis Grospierre et sorti en 1957.

## Synopsis
Pendant la Seconde Guerre mondiale, l'histoire de sept femmes survivantes d'un massacre dans le petit village de Stermetz, en Yougoslavie.

## Fiche technique
- Titre : Les Femmes de Stermetz
- Réalisation : Louis Grospierre
- Scénario : Louis Grospierre
- Photographie : François Charlet
- Musique : Salvador Bacausse
- Montage : Leonide Azar
- Pays de roduction :  France
- Format : Noir et blanc
- Genre : Court métrage
- Durée : 16 minutes
- Année de sortie : 1957

## Récompense
- 1958 : Prix Jean-Vigo[1]